# Parargornis messelensis
Parargornis messelensis — викопний вид серпокрильцеподібних птахів вимерлої родини Jungornithidae. Існував в еоцені (48 млн років тому) в Європі. Рештки повного скелета знайдено у Мессельському кар'єрі.